# Turyzm Polski
Turyzm Polski – miesięcznik wydawany w Krakowie w 1938 i 1939 roku  (łącznie 20 numerów, 17 zeszytów) przez Instytut Turyzmu UJ, pod redakcją S. Leszczyckiego. Pismo koncentrowało się na problematyce turystyki jako gałęzi gospodarki.